# Graphium philonoe
Graphium philonoe är en fjärilsart som först beskrevs av Ward 1873.  Graphium philonoe ingår i släktet Graphium och familjen riddarfjärilar.
Artens utbredningsområde är Tanzania. Inga underarter finns listade i Catalogue of Life.

## Bildgalleri

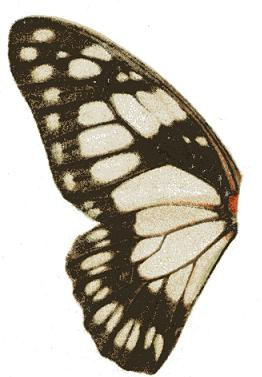
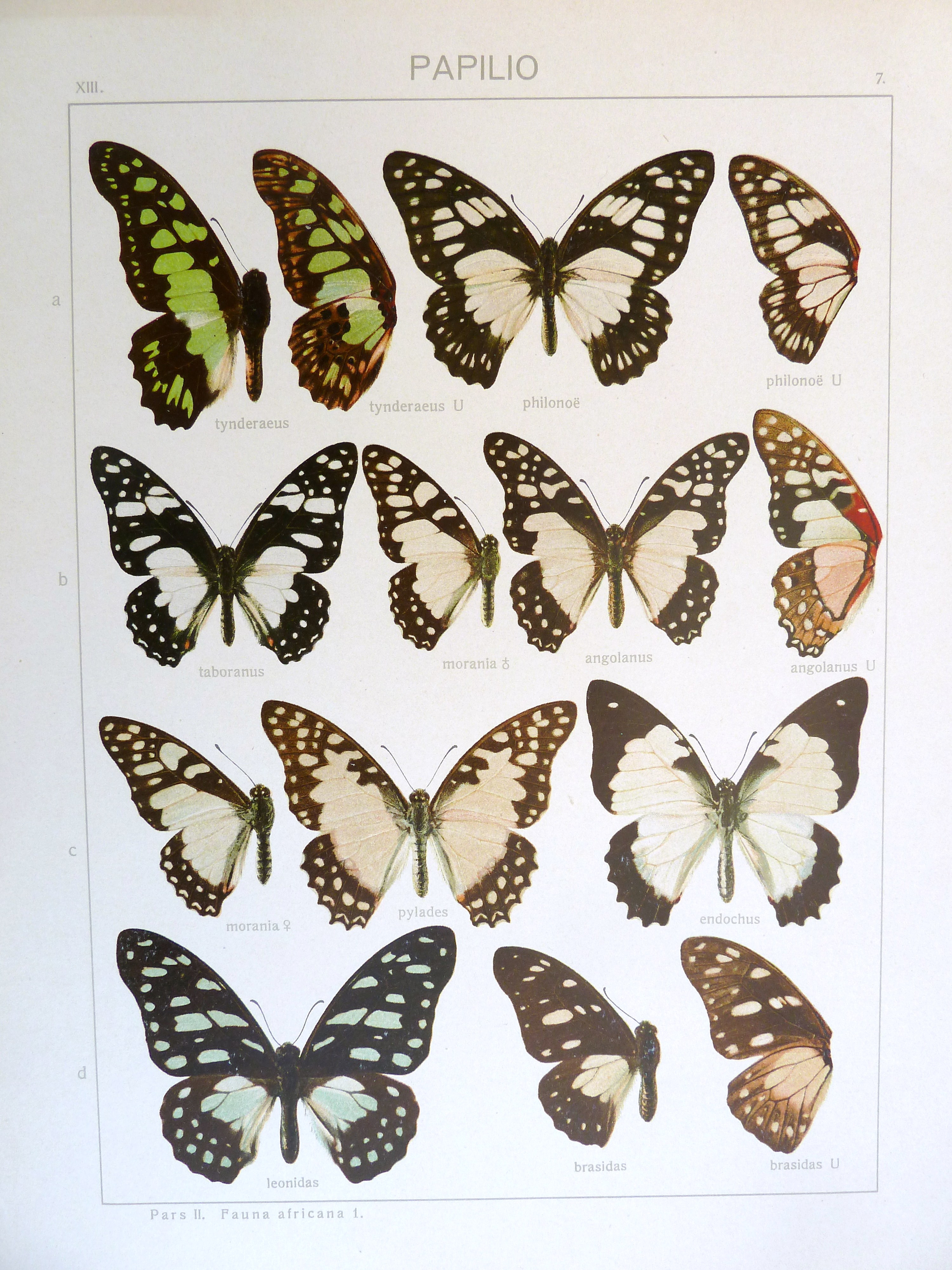